# Antirhea hexasperma
Antirhea hexasperma là một loài thực vật có hoa trong họ Thiến thảo. Loài này được (Roxb.) Merr. mô tả khoa học đầu tiên năm 1923.